# Candoninae
Candoninae is een onderfamilie van kreeftachtigen uit de klasse van de Ostracoda (mosselkreeftjes).

## Geslachten
- Acandona
- Candobrasilopsis Higuti & Martens, 2012
- Candona Baird, 1845
- Cryptocandona Kaufmann, 1900
- Pseudocandona Kaufmann, 1900